# Reserva Nacional Cerro Castillo
Reserva Nacional Cerro Castillo är ett naturreservat i Chile.   Det ligger i regionen Región de Aisén, i den södra delen av landet, 1 400 km söder om huvudstaden Santiago de Chile. Reservatet är uppkallat efter Cerro Castillo som är områdets högsta bergstopp och huvudattraktion. Arean är 180 kvadratkilometer. Reservatets norra del ingår i Río Aiséns avrinningsområde, medan reservatets södra del ingår i Rio Ibañez avrinningsområde. Riksvägen Carretera Austral passerar genom reservatet.

## Fauna och flora
Olika däggdjurarter i reservatet är hippocamelus bisulcus, guanaco, pumor och hunddjur av släktet Lycalopex. Fåglar som lever i området är magellanparakit och kondor.  Nothofagus pumilio är det vanligaste trädslaget i reservatet. 

## Terräng och klimat
Trakten runt Reserva Nacional Cerro Castillo består i huvudsak av gräsmarker. Trakten runt Reserva Nacional Cerro Castillo är nära nog obefolkad, med mindre än två invånare per kvadratkilometer.